# ماريو ضد دونكي كونغ: ميني-لاند مايهيم
ماريو ضد دونكي كونغ: ميني-لاند مايهيم (بالإنجليزية: !Mario vs. Donkey Kong: Mini-Land Mayhem)‏ هي لعبة فيديو ألغاز تم تطويرها بواسطة نينتندو سوفتوير تكنلوجي ونشرتها نينتندو لجهاز نينتندو دي أس. تم الإعلان عنها في معرض الترفيه الإلكتروني لعام 2010 وتم إصدارها في أمريكا الشمالية في 14 نوفمبر 2010. وهي اللعبة الرابعة في سلسلة ماريو ضد دونكي كونغ.
في اللعبة، يرعى ماريو وبولين الافتتاح الكبير لـ مدينة الملاهي «ميني لاند»، حيث يختطف دونكي كونغ بولين ويجب أن ينقذه ماريو وفريقه من ألعاب ميني ماريوز. بدلاً من اللعب بشخصية ماريو، يستخدم اللاعبون قلمًا لتعديل بنية المستوى، مما يسمح لميني ماريوز بالخروج من المستوى أو مهاجمة دونكي كونغ. هناك أيضًا منطقة بناء تسمح للاعبين ببناء مستوياتهم الخاصة ومشاركتها. في افتتاح اللعبة، يرعى ماريو وبولين الافتتاح الكبير لمنتزه ترفيهي يسمى «ميني لاند». دونكي كونغ هو الزائر رقم 101 الذي وصل إلى مدينة الملاهي، وقد تم رفض الهدية التي أعطيت لأول مائة زائر: لعبة «ميني بولين». يغضب دونكي كونغ، ويختطف بولين الحقيقية، مما دفع ماريو لمحاولة إنقاذها. برفقة ميني ماريوز، ماريو وميني ماريوز ثم معركة مع دونكي كونغ في مواقع مختلفة في جميع أنحاء مدينة الملاهي، وتجنب الفخاخ التي خلفها دونكي كونغ. تشمل العوائق الحفر، بأدوات مثل أحزمة النقل، والينابيع، وأنابيب الاعوجاج، والمدافع. يلاحق ماريو دونكي كونغ من خلال ثمانية عوالم ذات طابع خاص، بما في ذلك الغابة ومنزل مسكون ورمال الصحراء. بعد هزيمة دونكي كونغ وإنقاذ بولين، يقدم ماريو له لعبة ميني بولين التي ترضي القرد.[بحاجة لمصدر]

## أسلوب اللعب
ماريو ضد دونكي كونغ: ميني-لاند مايهيم هي لعبة منصات بتصميم ثنائي الأبعاد. على غرار ألعاب ليمينغز القديمة، طريقة اللعب المبنية على الألغاز في ميني لاند-مايهيم مبنية على 3 ألعاب سابقة في سلسلة ماريو ضد دونكي كونغ. المنمنمات المصغرة لتسوية المخارج، في هذه الحالة ألعاب ميني ماريو الميكانيكية. تتطلب اللعبة من اللاعبين «بناء المستويات وإعادة بنائها بسرعة» للسماح لميني ماريوز بالانتقال من النقطة أ إلى النقطة ب. نظرًا لأنه لا يمكن التحكم في الميني ماريوز بشكل مباشر، يستخدم اللاعب بدلاً من ذلك قلمًا ل التلاعب بحركاتهم. يحتوي كل مستوى على واحد إلى ثلاث قطع صغيرة يجب تحريكها، ومن الضروري إنقاذ جميع الصور المصغرة لمسح مستوى، ويغلق كل مخرج بعد عدة ثوانٍ من دخول الميني. إذا وقع الميني في المسامير، أو الفخاخ، أو المزالق، أو اصطدم بالأعداء، أو سقط من ارتفاع عشرة كتل أو أكثر، أو نفد الموقت، فإن اللاعب ينهي اللعبة ويمكنه إما إعادة التشغيل أو الخروج من المستوى. بمجرد وصول ميني واحد إلى الباب، يأتي الموقت، ويجب أن يمر أي شخص آخر بالباب في غضون ست ثوانٍ تقريبًا، وإلا فسيغلق الباب، تاركًا أي ألعاب ميني ماريوز أخرى خلفك وستنتهي اللعبة. على عكس ماريو ضد دونكي كونغ: مينيز مارش أغين والأجزاء السابقة من السلسلة، لا يمكن إيقاف المنمنمات أو تغيير اتجاهها بمجرد تفعيلها.
هناك ثمانية «عوالم» في مدينة الملاهي، مع ثمانية مستويات كل منها يؤدي إلى معارك زعماء. تساعد طريقة عرض الخريطة المصغرة على الشاشة العلوية اللاعبين على التنقل في العوالم. كل عالم لديه نوع مختلف من الأشياء للتفاعل معها. يتضمن العالم الأول بناء الجدران والأرضيات، باستخدام عوارض حمراء لتكون بمثابة جسور، وجدران، ومنحدرات. يحصل اللاعبون في وقت لاحق على إمكانية الوصول إلى المغناطيس، وأحزمة النقل، والينابيع، بالإضافة إلى اللبنات الأساسية الأخرى لتوجيه جيش الروبوت مثل الترامبولين والمنصات التي تم تغيير مواضعها. يتطلب كل عالم من اللاعب استخدام الأداة المحددة لهذا العالم لهزيمة دونكي كونغ في معركة الزعيم. على سبيل المثال، في مستوى واحد، يمكن بناء المنصات حتى يتمكن الميني ماريوز من الوصول إلى دونكي كونغ لصعقه بالكهرباء أو إلقاء القنابل عليه. هناك حد زمني قدره 300 ثانية، ولدى اللاعب ستة ألعاب ميني ماريوز ليبدأ بها، تمامًا مثل اللعبة السابقة. لإزالة القتال، يحتاج ميني ماريوز إلى ضرب دونكي كونغ بثلاثة أشياء مختلفة أو الضغط على ثلاثة مفاتيح (ست مرات في المعركة النهائية). إذا فقد اللاعب جميع الميني ماريوز الخاصة به أو نفد الوقت، فسيحصل اللاعب على شاشة "Game Over". إذا خسر اللاعب أمام دونكي كونغ بخسارة جميع ميني ماريوز الستة، فإن الدائرة تظهر دونكي كونغ وهو يضرب على صدره ويدعو بولين إلى ماريو، في حين أن "GAME OVER!" يظهر النص أسفل الشاشة، وسيتم تجميد أي ميني ماريو هاجم دونكي كونغ. إذا خسر اللاعب المعركة بالحصول على وقت، يحدث نفس الشيء، باستثناء «انتهى الوقت!» يظهر النص على الشاشة السفلية، لكن دونكي كونغ سيقول صوته في وقت سابق، وتدعو بولين ماريو بعد ذلك. هناك أيضًا عناصر مثل المطارق، والتي يمكن أن تضرب سيرك كونغ وروبوتات الغوريلا الأخرى بعيدًا.
هناك العديد من الحلول للعديد من المستويات، على الرغم من وجود مكافآت لإنشاء المسار الأمثل. هناك أكثر من 200 مستوى، ويتم منح اللاعبين الجوائز والميداليات للجري السريع وجمع المقتنيات. بشكل عام، يمكنك جمع العملات المعدنية و M-tokens وبطاقات ماريو. هناك أيضًا ألعاب مصغرة غير قابلة للفتح. في وضع الجمع، تكون المستويات أصعب قليلاً، حيث يجب إحضار الصور المصغرة بالترتيب الصحيح كما هو موضح في بداية المستوى. إذا دخل الميني ماريو إلى الباب بترتيب خاطئ، فسيتم عرض علامة X على اللعبة الصغيرة التي تم إدخالها بترتيب خروج اللاعب، مما يؤدي إلى انتهاء اللعبة.

### الأطوار
بمجرد هزيمة الوضع العادي للعبة، هناك وضع إضافي مضاف في اللعبة، حيث يمكن للاعبين المرور عبر المراحل مرة أخرى، ولكن مع صعوبة إضافية تتمثل في إدخال الصور المصغرة من خلال المخارج في أوامر محددة. بعد ذلك، يمكن فتح المستويات الخاصة والخبراء. يفتح كل من المستوى الخاص ومستوى الخبراء عشر مراحل أخرى لكل منهما. الجوائز والميداليات للجري السريع وجمع المقتنيات تفتح أوضاع التحدي. الجوائز مطلوبة لفتح مستويات الخبراء.

### منطقة البناء
سمحت اللعبة في الأصل للاعبين ببناء مستوياتهم الخاصة، باستخدام محرر مستوى منطقة البناء. يمكن للاعبين بعد ذلك مشاركة المستويات مع لاعبين آخرين باستخدام اتصال عبر الإنترنت عبر نينتندو واي فاي كونيكشن، مع قدرة اللعبة على تخزين ما يصل إلى 160 لغزًا إضافيًا. كان مشابهًا للمحرر المتاح في ماريو ضد دونكي كونغ: مينيز مارش أغين لكنها سمحت باستخدام جميع العناصر الموجودة في اللعبة.[بحاجة لمصدر] بعد فتح الأدوات في اللاعب الفردي، يمكن استخدام هذه الأدوات في بناء عالم متعدد اللاعبين. ومع ذلك، تم إيقاف ميزات الإنترنت اعتبارًا من 20 مايو 2014.

## الحبكة
تفتتح ميني-لاند الافتتاح الكبير، وسيحصل أول 100 عميل على ميني-بولين مجانًا. دونكي كونغ يقطع طابورًا ليحصل على واحدة، فقط ليكتشف أنه كان العميل رقم 101. يغضب دونكي كونغ، ويختطف بولين الحقيقية، ويستخدم ماريو المينيز لمتابعته من خلال عدد من عوامل الجذب. في النهاية هزم دونكي كونغ في «عجلة فيريس النهائية»، لكن دونكي كونغ يختطف بولين مرة أخرى. يتبعه ماريو من خلال عوامل الجذب ويهزمه في «عجلة فيريس النهائية» مرة أخرى، ولكن بعد ذلك يعوض عن ندم دونكي كونغ من خلال ثني القواعد ومنحه ميني بولين بعد كل شيء. ثم ركب ماريو وبولين ودونكي كونغ عجلة فيريس بينما تحتفل الضفادع بنهاية الصراع بين ماريو ودونكي كونغ.

## التطوير
تم تطوير ميني-لاند مايهيم بواسطة نينتندو سوفتوير تكنلوجي. تم إصداره في 14 نوفمبر 2010 لـ نينتندو دي أس. تم وصف الموسيقى في اللعبة بأنها «مسار صوتي لسيرك قفز لماريو»، حيث تم تعديل كلاسيكيات ماريو إلى أجواء الكرنفال. أخرج اللعبة يوكيمي شيمورا، وأنتجها كينسوكي تنابي، ولحنها لورانس شويدلر.[بحاجة لمصدر]

## التقييم
| التقييم |           |
| --- | --------- |
| مجموع النقاط المجموع نقاط ميتاكريتيك 79/100 نتائج المراجعة نشرة نقاط دستركتويد 7.5/10 إدج 7/10 يورو غيمر 8/10 فاميتسو 32/40 غيم إنفورمر 8.25/10 غيم ريفولوشن +B غيم برو غيم سبوت 8/10 غيم تريلرز 7.9/10 غيم زون 7.5/10 آي جي إن 9/10 جويستيك نينتندو باور 7.5/10 ديلي تلغراف 8/10 مترو 8/10 |           |
| مجموع النقاط |           |
| المجموع | نقاط      |
| ميتاكريتيك | 79/100    |
| نتائج المراجعة |           |
| نشرة | نقاط      |
| دستركتويد | 7.5/10    |
| إدج | 7/10      |
| يورو غيمر | 8/10      |
| فاميتسو | 32/40     |
| غيم إنفورمر | 8.25/10   |
| غيم ريفولوشن | +B        |
| غيم برو | 3/5 stars |
| غيم سبوت | 8/10      |
| غيم تريلرز | 7.9/10    |
| غيم زون | 7.5/10    |
| آي جي إن | 9/10      |
| جويستيك | 4/5 stars |
| نينتندو باور | 7.5/10    |
| ديلي تلغراف | 8/10      |
| مترو | 8/10      |

تلقت اللعبة تقييمات «إيجابية» وفقًا لمجمع مراجعة ألعاب الفيديو ميتاكريتيك. أعطتها نيويورك بوست علامة A، قائلة: «هذه اللعبة الأكثر روعة، وتحديًا، وإدمانًا التي منحت شاشة نينتندو دي أس آي إكس إل الخاصة بي على الإطلاق.» قالت نيويورك ديلي نيوز إنه لا يمكنك أن تخطئ في لعبة ميني-لاند مايهيم.[بحاجة لمصدر] أعطتها الغارديان أربعة نجوم من أصل خمسة وقالت إن اللعبة «شريحة كريمة ومريحة من نعيم منصة الألغاز»، وأثنت كثيرًا على تصميم المستوى. قال مترو أن اللعبة «قد تكون تحسنًا طفيفًا نسبيًا، لكن هذا بالتأكيد أفضل ما في السلسلة حتى الآن، ونتيجة لذلك هي واحدة من أفضل ألعاب الألغاز على دي أس.» في اليابان، منحها فاميتسو مجموع 4 ثمانية مرات، ليصبح المجموع 32 من أصل 40.
أعربت صحيفة ديلي تلغراف أنه على الرغم من أنها تشبه لعبة ليمينغز، إلا أن اللعبة بشكل عام تفاخرت «بعمق مذهل وبفضل تصميم المستوى الذكي المستمر وعناصر التحكم السهلة والبديهية، فإنه من دواعي سروري أن تلعب». اعتقد آي جي إن أن اللعبة لم تكن كذلك. صعب جدًا، لكنه قال إنه «متعة خالصة» للعب، ورائعة أيضًا. أعجبت إنغادجيت أن واجهة اللعبة كانت «بسيطة وبديهية»، مع أداء اللعبة جيدًا في تفسير حركات القلم. ومع ذلك، قالت المراجعة أيضًا أن ميني ماريوس لم تتعامل مع الأسطح الأسطوانية جيدًا، وهو «العيب الوحيد» في اللعبة. أعجبت المراجعة بشكل خاص بمنطقة البناء، والتي قيل إنها كانت سهلة البدء «بشكل صادم». أيضًا، قال يورو غيمر إن «التلاعب بهندسة كل مرحلة هو أمر مرهق عقليًا ومثيرًا حقًا».